# Mulsavalgi, Sindgi
Mulsavalgi là một làng thuộc tehsil Sindgi, huyện Bijapur, bang Karnataka, Ấn Độ.